# Golden Throats

Golden Throats est une série de Rhino Records de compilations humoristiques de reprises de chansons, principalement effectuées soit par des célébrités connues pour autre chose que leur talent musical soit par des musiciens issus d'un autre genre musical.

## Reprises
Par exemple, William Shatner chante (ou, plus précisément, récite les paroles) de "Lucy in the Sky with Diamonds", Leonard Nimoy chante "If I Had a Hammer" et Mohamed Ali chante "Stand by Me". D'autres exemples incluent la reprise par Bing Crosby de la chanson des Beatles' "Hey Jude" et celle par Mel Tormé de "Sunshine Superman" de Donovan. Dans la plupart des cas, les chansons semblent être effectuée sincèrement, plutôt que dans un esprit d'ironie ou de moquerie intentionnelle. À de nombreux égards, ces albums ont été parmi les premiers à compiler des morceaux de musique lounge, avec leur accent sur des versions "light" de succès contemporains.
La série de quatre albums a été créée et produite par le vétéran de Rhino Gary Peterson et l'historien de la culture pop Pat Sierchio. Chaque version contient des notes du livret écrit par l'historien de la musique Irwin Chusid et comporte de plus une œuvre originale d'Attire Friedman.
La pochette parodie des albums bien connus (Sgt.pepper's Lonely Hearts Club Band, their Satanic Majesties Request, Sweetheart of the Rodeo et celle des Beatles pour Yesterday and Today). La notoriété de la série a sans doute contribué à la décision de William Shatner de relancer sa carrière musicale.

## Albums
La série compte au total quatre albums :
- Golden Throats: The Great Celebrity Sing Off (LP: 1988; CD: 1992)[5],[6]
- Golden Throats 2: More Celebrity Rock Oddities![7] (1991)
- Golden Throats 3: Sweethearts of Rodeo Drive[8] (1995)
- Golden Throats 4: Celebrities Butcher the Beatles[9] (1997)

## Chansons figurant dans les albums

### Golden Throats: The Great Celebrity Sing Off
1. "Proud Mary" - Leonard Nimoy
2. "It Ain't Me, Babe" - Sebastian Cabot
3. "Blowin' in the Wind" - Eddie Albert
4. "Lucy in the Sky with Diamonds" - William Shatner
5. "A Whiter Shade of Pale" - Noel Harrison
6. "I Can See for Miles" - Frankie Randall (en)
7. "Try a Little Tenderness" - Jack Webb
8. "Twist and Shout" - Mae West
9. "The House of the Rising Sun" - Andy Griffith
10. "Mr. Tambourine Man" - William Shatner
11. "You Are the Sunshine of My Life" - Jim Nabors
12. "Like a Rolling Stone" - Sebastian Cabot
13. "White Room" - Joel Grey
14. "If I Had a Hammer" - Leonard Nimoy

### Golden Throats 2: More Celebrity Rock Oddities
1. "Theme from Shaft" - Sammy Davis, Jr.
2. "Sunshine Superman" - Mel Tormé
3. "Light My Fire" - Mae West
4. "Hey Jude" - Bing Crosby
5. "All I Really Want to Do" - Sebastian Cabot
6. "Put a Little Love in Your Heart (en)" - Leonard Nimoy
7. "It Was a Very Good Year" - William Shatner
8. "Dixie Chicken" - Jack Jones
9. "In the Ghetto" - Sammy Davis, Jr.
10. "Nights on Broadway" - Chad Everett
11. "Stand By Me" - Mohamed Ali
12. "Bridge over Troubled Water" - Sam Ervin
13. "(I Can't Get No) Satisfaction" - Phyllis Diller
14. "Give Peace a Chance" - Mitch Miller & The Gang

### Golden Throats 3: Sweethearts of Rodeo Drive
1. "I Walk the Line" - Leonard Nimoy
2. "I'll Be Your Baby Tonight" - Goldie Hawn
3. "Hey, Good Lookin'" - John Davidson
4. "The Green, Green Grass Of Home" - Jack Palance
5. "Back Street Affair" - Carol Channing & Webb Pierce
6. "San Antonio Rose" - Michael Parks
7. "Almost Persuaded" - Louis Armstrong
8. "Ringo (French Version)" - Lorne Greene
9. "Tumbling Tumbleweeds" - Merv Griffin
10. "Your Cheatin' Heart" - Buddy Ebsen
11. "Mule Train" - Rod McKuen
12. "Cool Water" - Walter Brennan
13. "Folsom Prison Blues" - Living Marimbas Plus Voices
14. "Desperados Waiting for a Train" - Slim Pickens
15. "I Walk the Line" - Telly Savalas
16. "Peace In The Valley" - Wink Martindale
17. "Games People Play" - Jim Nabors

### Golden Throats 4: Celebrities Butcher the Beatles
1. "In The Beginning/With a Little Help from My Friends" - George Burns
2. "She's Leaving Home" - Joel Grey
3. "Spleen/Lucy in the Sky with Diamonds" - William Shatner
4. "Something" - Telly Savalas
5. "Day Tripper" - Mae West
6. "Hey Jude" - Bing Crosby
7. "Michelle" - Xaviera Hollander
8. "Mission: Impossible Theme/Norwegian Wood" - Alan Copeland (en)
9. "Let It Be" - Tennessee Ernie Ford
10. "Got to Get You into My Life" - Joe Pesci
11. "Revolution" - The Brothers Four
12. "She's a Woman" - Noel Harrison
13. "Jealous Guy/Don't Let Me Down" - Claudine Longet
14. "Piggies" - Theo Bikel
15. "Norwegian Wood (This Bird Has Flown)" - Jan & Dean
16. "A Hard day's Night" - George Maharis
17. "Hidden Track #17" - Différents artistes